# Vlkonice
Vlkonice este o arie protejată (arie specială de conservare — SAC, sit de importanță comunitară — SCI) din Republica Cehă întinsă pe o suprafață de 1,07 ha, integral pe uscat.

## Localizare
Centrul sitului Vlkonice este situat la coordonatele 49°18′00″N 13°35′47″E / 49.3°N 13.596389°E.

## Înființare
Situl Vlkonice a fost declarat sit de importanță comunitară în aprilie 2005 pentru a proteja 1 specie de plante. Situl a fost protejat și ca arie specială de conservare în iulie 2012.

## Biodiversitate
Situată în ecoregiunea continentală, aria protejată nu include niciun habitat protejat.
La baza desemnării sitului se află o specie protejată de  plante: Gentianella bohemica.